# Nicole Köster

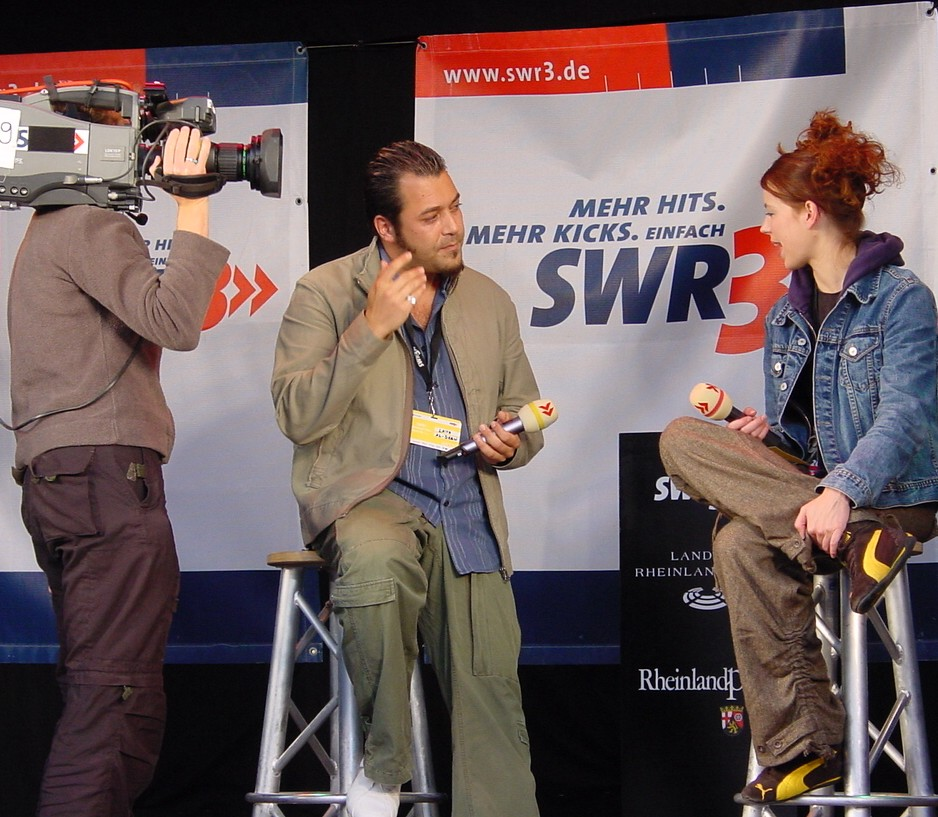
Nicole Köster im Gespräch mit Laith Al-Deen auf dem Rheinland-Pfalz Open Air in Mainz 2004

Nicole Köster (* 11. August 1975 in Brilon) ist eine deutsche Fernseh- und Hörfunk-Moderatorin.

## Leben und Karriere
Während ihrer Schulzeit verbrachte Köster ein halbes Jahr an einer High School in Oregon in den USA. In Münster studierte sie Anglistik und Germanistik. Nach ersten journalistischen Engagements bei der Westfalenpost und bei Radio Sauerland war sie seit Mai 1998 als Redakteurin und Moderatorin bei dem Radiosender SWR3 tätig. Köster moderierte unter anderem die Sendungen Club, Luna und Intensiv sowie Großveranstaltungen des Senders wie das New Pop Festival in Baden-Baden, Rock am Ring oder Events wie das Fashion und Music.
Außerdem war sie neben Herbert Antl Moderatorin der SWR2-Sendereihe Studio-Brettl; Köster moderiert mit Antl im Rahmen der SWR2-Spätvorstellung auch die jährliche Vergabe des renommierten deutschsprachigen Kabarettpreises Salzburger Stier.
Seit 13. Februar 2009 moderierte Köster das wöchentliche Trend- und Servicemagazin in.puncto auf EinsPlus. Seit 2010 moderierte sie zusammen mit Fred Peters die TV-Übertragung von Rock am Ring auf EinsPlus und DasDing.de.
Seit Januar 2016 ist Nicole Köster auch auf SWR1 Baden-Württemberg in der Talksendung Leute als Nachfolgerin von Stefan Siller zu hören.
Im Rateteam von Ich trage einen großen Namen war sie im Herbst 2021 zu sehen.